# Lens (Suiza)
Lens (en alemán Leis) es una comuna suiza del cantón del Valais, localizada en el distrito de Sierre. Limita al oeste y norte con la comuna de Icogne, al noreste con Randogne y Montana, al este con Chermignon, al sureste con Sierre, y al suroeste con Saint-Léonard.